# Blade: The Series
Blade: The Series, amerikansk TV-serie från 2006 om vampyrjägaren Blade.

## Rollista (urval)
- Blade - Kirk "Sticky Fingaz" Jones
- Marcus van Sciver - Neil Jackson
- Krista Starr - Jill Wagner
- Shen - Nelson Lee
- Chase - Jessica Gower